# Monmouth Beach
Monmouth Beach es un borough ubicado en el condado de Monmouth en el estado estadounidense de Nueva Jersey. En el año 2010 tenía una población de 3,279 habitantes y una densidad poblacional de 655.8 personas por km².

## Geografía
Monmouth Beach se encuentra ubicado en las coordenadas 40°20′09″N 74°59′09″O / 40.33583, -74.98583.

## Demografía
Según la Oficina del Censo en 2000 los ingresos medios por hogar en la localidad eran de $80,484 y los ingresos medios por familia eran $93,401. Los hombres tenían unos ingresos medios de $65,060 frente a los $45,208 para las mujeres. La renta per cápita para la localidad era de $52,862. Alrededor del 1.9% de la población estaba por debajo del umbral de pobreza.